# Stockholms län
Stockholms län je švedska županija u istočnom dijelu Švedske. Glavni grad županije je Stockholm. 20% od ukupnog stanovništva Švedske živi u ovoj županiji koja je osnovana 1714. godine.

## Zemljopis
Stockholms län graniči na zapadu sa županijama Uppsala län i Södermanlands län, a okružuju ga Baltičko more i jezero Mälaren, koje je sa svojom površinom od 1.140 km² treće jezero po veličini u Švedskoj (druga dva su Vänern 5.648 km² i Vättern 1.893 km²).
U sastav županije ulaze švedske pokrajine Uppland i Södermanland. Županija ima 1.912.787 stanovnika i time je najmnoguljudnija švedska županija. Ukupna površina županije iznosi 6.519 km², što je 1,4% od ukupne površine Švedske, a gustoća naseljenosti je 289 stanovnika/km².

### Najveći gradovi
- Stockholm (1.212.196) (broj stanovnika 2000.)
- Södertälje (59.342)
- Täby (57.834)
- Upplands Väsby (35.919)
- Tumba (34.101)
- Lidingö (30.107)
- Åkersberga (24.858)
- Vallentuna (24.755)
- Märsta (22.121)
- Boo (20.403)

## Povijest
Županija Stockholm osnovana je 1714. godine. Tada grad Stockholm nije ulazio u sastav županije, već je bio zasebna administrativna jedinica. Međutim, Stockholm je i dalje bio glavni grad županije, što je bio jedinstven slučaj da glavni grad županije ne pripada i samoj županiji.
Tek 1. siječnjaa 1968. došlo je do ujedinjenja grada Stockholma sa županijom Stockholm. Istovremeno došlo je do korigiranja granica županije. Općina Upplands-Bro, koja je do tada pripadala Uppsala länu, pripojena je županiji Stockholm, dok su najsjeverniji dijelovi Stockholms läna pripali županiji Uppsala län. Stockholms län je time dobio sadašnje granice.

## Administrativna podjela

### Općine
| 1. Botkyrka (76.993) 2. Danderyd (30.178) 3. Ekerö (24.084) 4. Haninge (72.155) 5. Huddinge (89.173) 6. Järfälla (61.903) 7. Lidingö (41.981) 8. Nacka (81.051) 9. Norrtälje (54.561) | 1. Nykvarn (8.408) 2. Nynäshamn (24.694) 3. Salem (14.454) 4. Sigtuna (36.779) 5. Sollentuna (59.662) 6. Solna (60.870) 7. Stockholm (774.411) 8. Sundbyberg (34.222) 9. Södertälje (80.943) | 1. Tyresö (41.230) 2. Täby (60.706) 3. Upplands-Bro (21.309) 4. Upplands Väsby (37.756) 5. Vallentuna (27.459) 6. Vaxholm (10.229) 7. Värmdö (35.086) 8. Österåker (37.583) |

(Broj stanovnika po popisu od 31. ožujka 2006.)

## Vanjske poveznice
- Uprava županije Stockholms län  Arhivirana inačica izvorne stranice od 14. kolovoza 2004. (Wayback Machine)
- Skupština županije Stockholms län